# Csernik Ferenc
Csernik Ferenc (Pest, 1783. november 10. – Esztergom, 1831. április 11.) katolikus pap.

## Élete
Esztergomi plébános, szentszéki ülnök, házasság- és szerzetesi fogadalom-védő, esztergom megyei táblabiró volt. Egyetlen munkája Győrött jelent meg.

## Műve
- Rede am National-Festtage des heil. Stephans apost. ersten Königs von Ungarn, in der Festung Ofen vorgetragen. Gran, 1824.